# Pape Fall
Pour les articles homonymes, voir Fall.
Pape Abdourahmane Fall, dit Pape Fall né le 19 janvier 1960 à Diourbel (Sénégal), est un footballeur international sénégalais, devenu entraîneur, directeur sportif et technicien dans plusieurs domaines du football. Il vit actuellement à Caen, en France.

## Carrière
Ce défenseur latéral droit mesurant 1,76 mètre arrive en France en 1987, à 27 ans, lorsqu'il est recruté par l’Olympique de Marseille. Il atteint avec le club phocéen les demi-finales de la coupe d'Europe des vainqueurs de coupe en 1988 (élimination face à l'Ajax Amsterdam). Le Sénégalais participe ensuite aux deux premières saisons de l’histoire du Stade Malherbe en première division de 1988 à 1990. International sénégalais, il est élu meilleur latéral droit de la Coupe d’Afrique des Nations à deux reprises en 1986 et 1990.
Après avoir mis fin à sa carrière en 1999 alors qu’il évoluait au Cincinnati Kings (États-Unis), il embrasse une reconversion en tant qu'entraîneur dans le même club. Il revient en France en 2006 pour passer ses diplômes d’entraîneur sous l'égide de la Fédération française de football (FFF). En 2006 il encadre le stage estival de l'UNFP (groupe Nord) destiné aux joueurs sans contrat. Titulaire du diplôme d'entraîneur fédéral (DEF) dit diplôme d’entraîneur Professionnel UEFA A, Pape Fall rejoint en avril 2007 le SM Caen en tant que préparateur. En 2009 il est promu entraîneur-adjoint du club à la suite du départ de Patrick Parizon.
Avec le Stade Malherbe de Caen, il va remporter deux fois la Ligue 2 française en 2010 et en 2013 en tant qu’entraîneur adjoint.
L’ancien défenseur international sénégalais a été contacté par la Fédération Sénégalaise de Football (FSF)  pour diriger en duo l’équipe nationale du Sénégal en 2012. Il décida tout de même de rester au SM Caen, qui traversait une période compliquée en championnat.

## Diplômes d’entraîneur
À son retour en France, Pape Fall entreprend des études afin d’acquérir des compétences et des diplômes certifiants sa capacité d’entraîner une équipe de niveau professionnel. Ainsi, il est titulaire des diplômes suivants :  
- Tronc Commun de Brevet d'État d'éducateur sportif (1er degré) : Option football
- Tronc Commun de Brevet d'État d'éducateur sportif (2e degré) : Option football
- Diplôme Entraîneur Professionnel de Football (DEPF)
- Diplôme Diplôme d’État Supérieur (D.E.S) : Football
- Diplôme d’entraîneur fédéral : Licence UEFA A

## Parcours
Entraîneur
- 2000-2002 : Entraîneur des Cincinnati Riverhawks (États-Unis)
- 2002-2004 : Entraîneur de Louisville Cardinals football (en) (États-Unis)
- 2007-2013 :  Préparateur puis Entraîneur-adjoint du SM Caen (France)
- 2015-2016 : Entraineur du Dubai Cultural Sport Club
- 2016-2017 : Directeur Sportif / Entraineur de  Cano sport center[1]

## Palmarès
Entraineur
- Champion du Championnat de France de division 2 / Ligue 2 en 2010.